# 東急3000系電車 (2代)
東急3000系電車（とうきゅう3000けいでんしゃ）は、1999年（平成11年）4月16日より営業運転を開始した、東急電鉄の通勤形電車。
本項では個別の編成について、自社線内での上り方（渋谷・目黒方先頭車の車両番号にFを付与した形で表記する〈例：3001F〉。以下、単に「上り方」と記す）。

## 概要

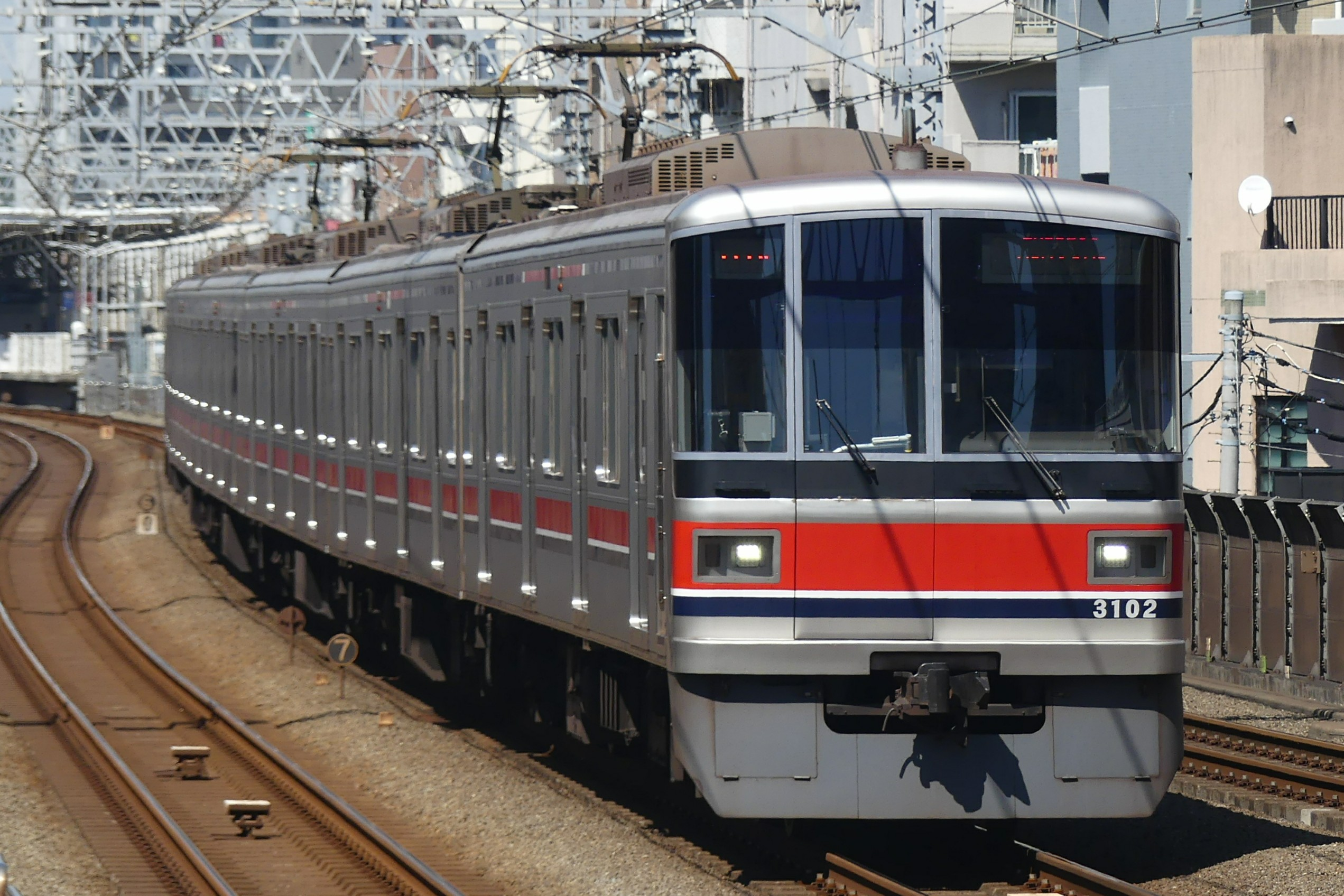
6両編成時代の3002F（2019年7月16日 武蔵小杉駅）

「すべてにやさしく美しい車両」をコンセプトとし、また2000年（平成12年）9月26日からの目黒線の地下鉄南北線・都営地下鉄三田線との直通運転に対応する車両として設計・製造された。東急電鉄での新型車両は2000系以来7年ぶり、新設計車両としては9000系以来13年ぶりとなった。車体・搭載機器・内装・運転台などすべてを見直し、東急の新造車両では初採用となる機器やバリアフリー設備を有している。
直通運転は当初9000系を改造して対応させる計画であったが、1990年6月にホームドア方式へ計画を変更したことでモニタ装置搭載等の大掛かりな改造が必要となったことや、南北線内は急勾配が連続し、主電動機の出力不足が懸念されていたことから、従来車の改造ではなく新設計の車両を導入する方がコスト面などで有利であると判断され、本系列が新製された。
なお、東急で3000系を名乗る形式はこれで2代目になるため「新3000系」と呼ばれることもある。また、旧3000系と同じくデハ3200・3250・3400形が存在したが、このうちデハ3250形の番号は8両編成への増結に伴い改番されたため現存しない。

## 車両概説
この節では、1 - 3次車の6両編成を基準に解説する。3001F登場時の8両編成、および2021年以降に増備された増結用中間車については後節を参照のこと。

### 車体
20m級、片側4扉車体でビードのない軽量ステンレス鋼製車体で、全面ダルフィニッシュ（つや消し）仕上げである。側面は窓下と幕板部に東急のコーポレートカラーの赤を基本としながら、アクセントとして濃紺と白のラインが貼られている。
前頭部は8000系製造時からの方針であった「前面形状は切妻以外行わない」という方針を、ワンマン機器搭載などの関係で転換し、東急では久々の流線型となった。FRP成形品を使用し、曲線を多用しソフトなイメージとしており、フロントガラスは側面までまわり込んだ曲面ガラスである。非常用貫通扉は運転室から見て右側にオフセット配置されており、プラグドアが採用されている。下部にはスカートが取り付けられた。車内には大型化された非常用ハシゴが搭載されている。また両先頭車の床下には非常脱出用の折りたたみ式ハシゴが設置されている。
行先表示器はゴシック体のLED式で、日本語と英語を交互に表示する方式。一部の行先は文字数により、英語表記が「NISHI-TAKA/SHIMADAIRA」のように2行で表示される。
車両番号・号車番号の表記は書体と方式が変更された。側面においては従来エッチングプレートを用いていたところ、本系列ではプレートにステッカーを貼付する方式とし、また号車番号も札を挿す形であったものを車番と同じリベット止めに変更した。エンド表記の書体は変更されていない。
目黒線上り（目黒方面）運転時は終着駅名と乗り入れ先の路線名を同時に表示していた（「三田線」もしくは「南北線埼玉線」）。この表示は目黒到着時に終着駅名表示のみとしている。急行運転開始後は、路線名表示に代わって種別を表示（急行または各停）するようにした。ただし、白金高輪始発の三田線内発着・南北線内発着の場合及び他社線内は行先のみ表示を行う（5080系も同様）。
本系列は落成時より車両間に転落防止幌を設置していたが、目黒線各駅にはホームドアがあり不要なことから、2003年1月より順次撤去した。

### 内装
客室内はローズレッド系をベースとしたカラーリングである。化粧板は線路方向が光沢仕様の白色系、妻面は乗務員室仕切りを含め艶消しの淡いピンク色である。床材は薄い茶色で模様が入っており、3001F、3002F - 3005F、3006F - 3013Fでそれぞれ異なるものが採用されている。天井中央には冷房吹出口と一体成形されたFRP製空調ダクト（天井ユニット）を採用し、補助送風機として各車6台ラインデリアが設けられている。
側窓の寸法は940mm幅の正方形に近いもので従来車と変わらないが、本系列では車内側にFPR製の窓キセが設けられたほか、扉間の連続窓のうち片側が固定窓となっている（車内から見て右側のみ下降窓）。なお車端部は従来通り下降窓（車椅子スペース部は固定窓）となる。ガラスは無色透明で、遮光用の巻上げ式カーテンも従来通り設置されている。
客用ドアの室内側には化粧板が貼り付けられており、ドアガラスの室内側は段差のある金属支持である。車端部貫通路にも同様の化粧板が貼り付けられている。なお、貫通路窓は下方向に長い片開き式のもので、その支持方式は側面ドアとは異なる。貫通扉は各車両の上り方（目黒側）に設置され、妻面窓は設置している。戸閉装置はベルト駆動式の空気式だが、戸閉力弱め制御機構を搭載している。
座席は片持ち式であり、1人分の掛け幅が450mmのロングシートである。座面はバケットシートで、色調は赤系（背）と茶系（座面）である。7人掛の座席には3＋4人にスタンションポールで仕切られている。座席端の仕切りは大形の仕切り板にした。各車には優先席が設けられており、優先席は区別のため座席が青色とされ、この付近のつり革はオレンジ色。
車椅子スペースは6両編成中2か所、2・5号車に設置されている。車椅子利用者への配慮として暖房器と安全手すり、非常通報器を設置している。また、貫通路幅は車椅子での通行を考慮して900 mm幅へ広げている。
荷棚は金網式だが、高さを従来車より20 mm低い1,750 mmとした。つり革は三角形のものとなり、高さは従来と同じ1,630 mmを基本とするが、ユニバーサルデザインの一環として一部に100 mm低い1,530 mmのつり革を設けている。低いつり革は新5000系以降の新造車や9000系車内更新車の一部でも採用された。
客用ドア上部には東急の車両で初めて千鳥配置の2段LED式の旅客案内表示器、ドアチャイムを採用した。表示器の設置していないドア上部には広告枠とドア開閉予告灯が設置されている。その後、これに準じた案内表示器は8500系・9000系・1000系と2000系にも取り付けられた。
車内放送装置には従来通り自動放送装置が搭載されたが、本系列より英語放送が追加されている。非常通報器は乗務員と相互通話可能なタイプを採用しており、各車に4台設置されている。乗り入れ他社も含めて乗客が押釦後、運転士が10秒間応答しない場合には列車無線に接続され、運輸司令所の司令員が代わりに応答できるシステムになっている。
車内の車号銘板や製造銘板・禁煙札・消火器札などの表記類は従来のアクリル板（リベット止め）からシール式に変更している。さらに製造年表記も和暦から西暦に変更され、以後の形式でも採用されている。

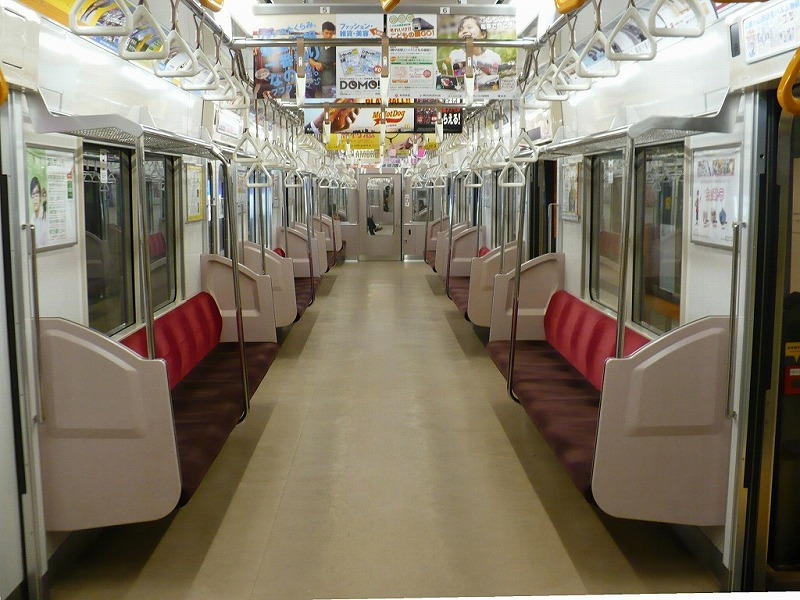
車内内装
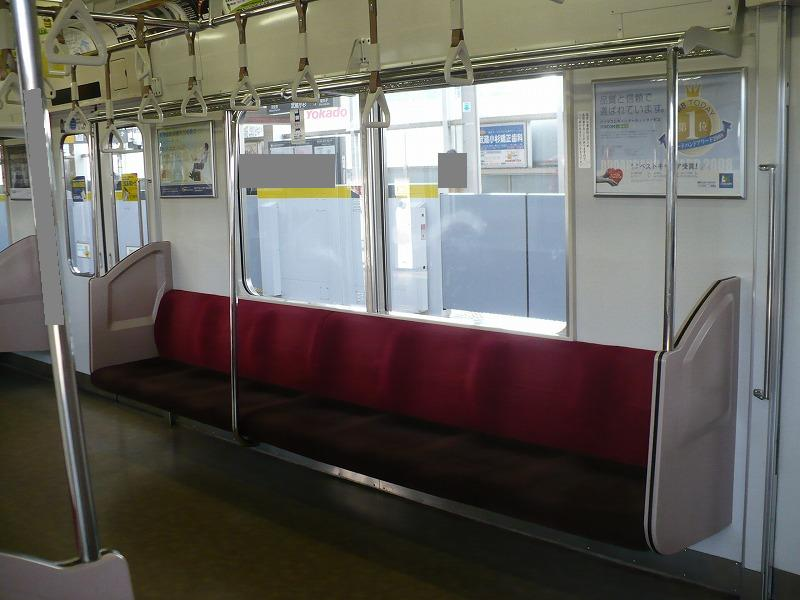
7人掛け座席と一部が低いつり革
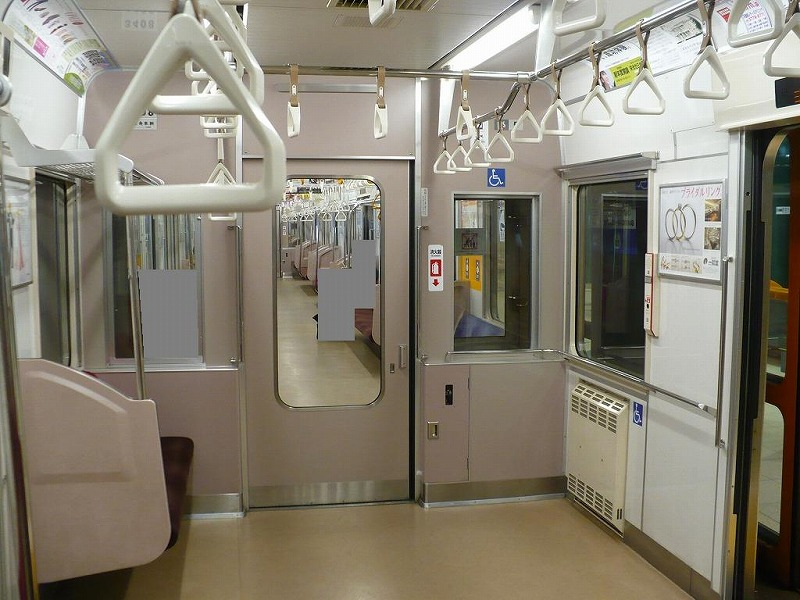
車いすスペース （右側）
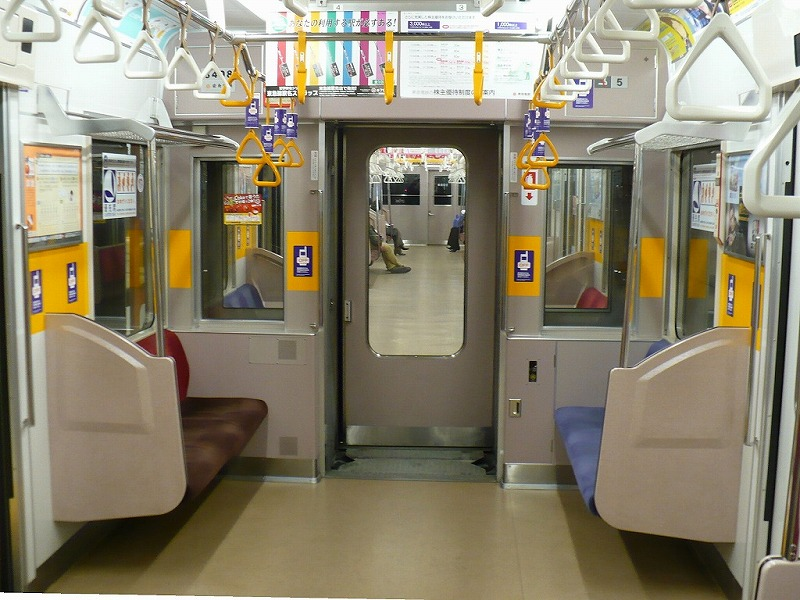
優先席部 つり革がオレンジ色
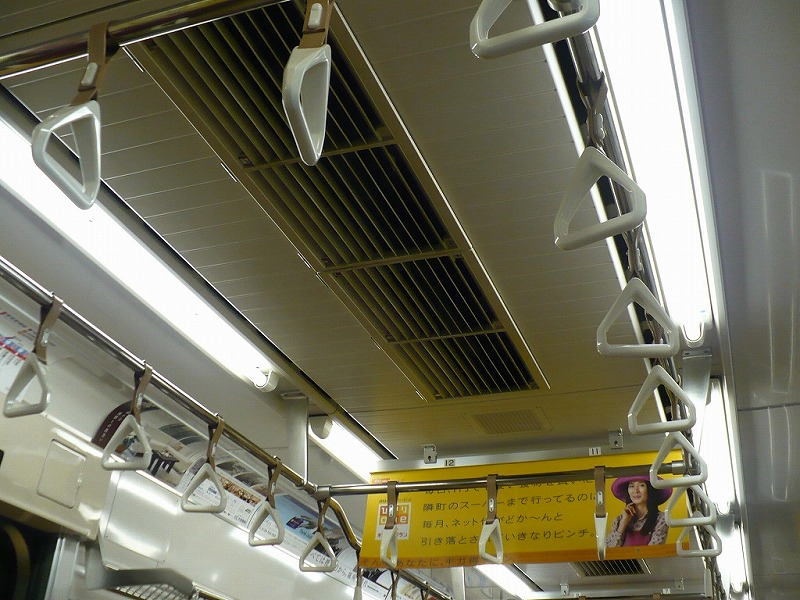
東急初採用の FRPユニット天井
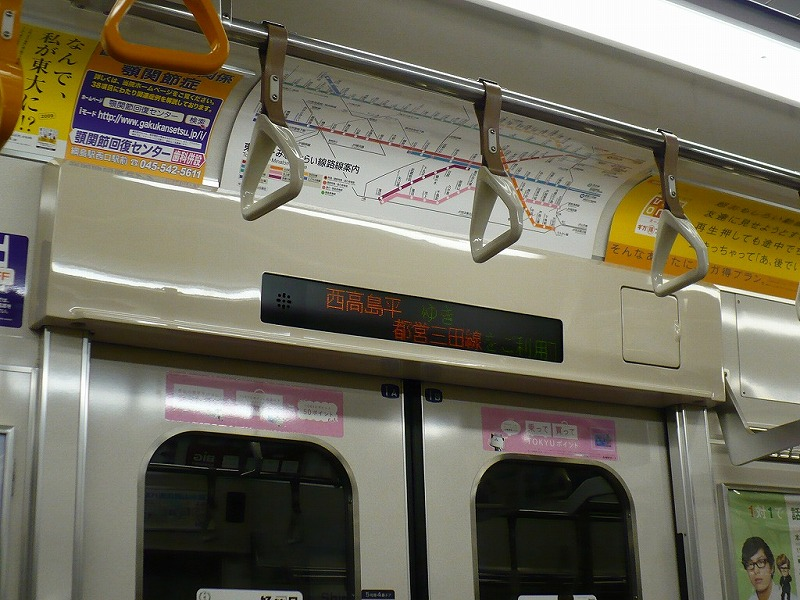
客用ドア上部の 車内案内表示器

### 乗務員室
乗務員室内は反射を抑えた色調としてグレー系である。ワンマン運転設備の設置のために従来より線路方向に300 mm広く、1,675 mm確保されている。運転台はダークグレー系色で、従来車同様T字形ワンハンドルマスコン（デッドマン装置付）が中央にある。速度計は120 km/h表示で、ワンマン運転用にドア開閉ボタン・ATO出発ボタン・非常停止ボタンなどがある。上部には車上ITV（ホーム監視モニター）が設置されている。車掌台上にはホーム監視カメラからの映像を受信するミリ波受信装置が設置されている。
計器盤右側には車両情報装置（TIS） 表示器が収納されている。TISでは制御伝送機能・搭載機器の動作確認・行先表示の設定や空調装置・自動放送・車内表示器などのサービス機器の操作機能があり、ワンマン運転時の乗務員支援装置としての機能がある。車掌スイッチはワンマン運転用に押しボタン式としており、閉扉は1ボタン式だが、開扉は誤操作防止のため2ボタン式としている。さらに再開閉スイッチ、乗降促進ボタン、合図ブザー、非常ブレーキスイッチとユニット化された。
乗務員室仕切りは前面窓と同じような窓割で仕切り窓が3枚ある。客室から見て左側の大窓と乗務員室扉窓には遮光ガラスが使用され、遮光幕も設置されている。遮光幕は大窓は下降式の遮光板、仕切窓扉は開閉可能な窓のためにカーテン式とした。ワンマン運転用に乗務員室仕切扉には電磁鎖錠が取り付けられている。

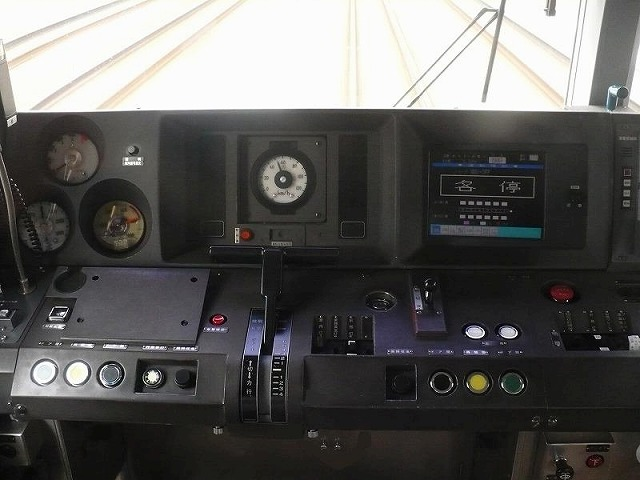
ワンマン運転に対応した運転台
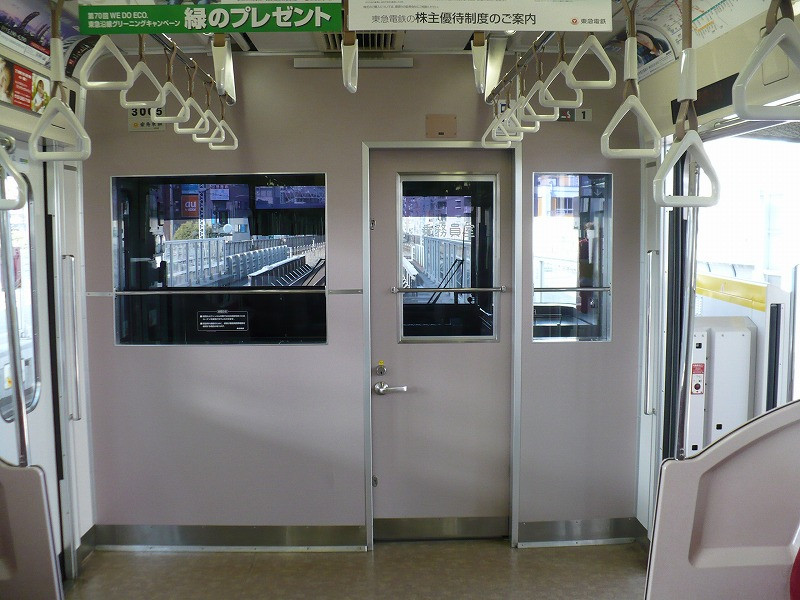
乗務員室背面の仕切り壁

### 主要機器
3M3Tの6両編成であるが、将来の8両編成化を考慮してM車はM1車に、T車はM2車へと容易に改造可能な設計となっており、これにより補機類を搭載しないサハ2両を組み込むことで8両化が可能とされる。床下については従来車から見直され、大型機器のつり枠の廃止や、従来は個別に設置していた機器を「共通機器箱」と称する1つの箱に集約するなどして軽量化を図っている。
制御装置にはIGBT素子使用のVVVFインバータ制御（3レベル1700 V/1200 A）を採用。トルク制御にはベクトル制御を採用することでスムーズな加減速を可能とした。1群で2つの主電動機を制御する1C2M制御とし、デハ3200形に4群の装置、デハ3400形は2群の装置を搭載する。日立製作所製と東芝製の2タイプが存在し、車両番号末尾が奇数の車両には日立製、偶数の車両には東芝製が使用されている。東芝製のVVVF装置は東急初の本格採用となった。形式については日立製4群がVFI-HR4820E、同2群がVFI-HR2420B、東芝製4群がSVF038-A0、同2群がSVF038-B0となる。
主電動機は定格出力190 kW、回転数1,825 rpmのかご形三相誘導電動機で、TKM-98形（東洋製）とTKM-99形（日立製）の二種が存在する。3007Fまでは前者、3008F以降は後者で製造されたが、互換性があるため検査などにより入れ替わりが発生している。駆動装置はTD継手を使用した中実軸平行カルダン方式であり、歯車比は主電動機の回転数を抑え騒音を低減するために極力小さくした87:14（6.21）としている。
補助電源装置にはIGBT素子を使用した静止形インバータ（SIV）を採用した。容量は210 kVAで、M2車・T車に搭載し、6両・8両ともに編成内で2台となる。形式はINV127-B0。
集電装置には東急の新型車両で初めてシングルアーム型パンタグラフを搭載した。剛体架線対応のPT7108-BをM1車に2基搭載する。
空気圧縮機（CP） は従来車と同じレシプロ式だが、吐出量は従来車両の2,000 L/minから2,463 L/minに増大し、8両編成における搭載台数を2台とした。1744-C2500LをSIVと同じ車両に搭載する。
ブレーキ装置はHRDA（High Response Digital-Analog）方式で、回生ブレーキ併用デジタル指令-アナログ変換式電磁直通ブレーキである。保安ブレーキを備える。電気指令式で、非常ブレーキや保安ブレーキなどの指令は引き通し線を使用し、常用ブレーキの指令はモニタ装置により行われる。常用ブレーキは回生ブレーキを優先して使用、遅れ込め制御を行う。段数は通常時は7段、ATO運転時には15段となる。またフラット防止装置をブレーキ制御装置内に搭載している。電動機のPGセンサまたは台車の速度発電機からの入力により滑走を検知し、吸排気を行うことで固着滑走防止を図っている。
台車は東急車輛製造製の軸箱支持が軸梁式のボルスタレス台車（TS-1019・TS-1020）で、牽引装置はZリンクとなる。固定軸距は従来車より100 mm短縮した2,100 mmとし、軽量化等を図っている。車両の床高さを下げるため、台車枠の側梁の位置を下げるとともに、軸ばねが納まる｢ばね帽｣と呼ばれる部分を補強することで、台車枠の側梁を弓なり形状とせず、ほぼ直線状のままとした構造としている。基礎ブレーキはM台車、T台車ともに東急で初めて片押し式ユニットブレーキを採用した。ディスクブレーキは搭載していない。また軸端には速度計用、フラット防止装置用にそれぞれ速度発電機が取り付けられている。なお、5000系列とその派生形式でも同等の台車が採用されている。
冷房装置は東急の車両として初めて集中式を採用した。温風暖房機能を備える。3012Fまでは冷房能力は48.84 kW（42,000 kcal/h）で、3001F - 3009Fは東芝製RPU1101-2H、3010F - 3012Fは日立製作所製HRB503-1を搭載していた。3013Fは試験的に58.14 kW（50,000 kcal/h）の装置を搭載した。当初は1号車のみ従来型で、3種類のクーラーを搭載していたがすぐに交換され、目黒方3両が日立製作所製HRB504-1、日吉方3両が三菱電機製CU706という状態が長く続いた。写真についてはを参照のこと。なお、日立・三菱の装置に関しては2015年頃に交換され、現在は全編成が東芝製のRPU1101-2Hで統一されている。
列車無線はクハ3100形に集約配置し、本体装置と2基の屋根上アンテナを備える。クハ3000形には操作器のみが搭載される。
保安装置は新CS-ATC・ATC-P・東急型ATS・ATOを搭載し製造された。後に東急型ATSは使用を終了し撤去、さらに相鉄対応改造によりATS-Pが設置されている。
ATC装置については集約化・軽量化を図り、クハ3000形に装置本体（ATC/ATO装置）を、クハ3100形にATC増幅器を搭載した。クハ3100形で運転する際は、同車の受電器にて受信した信号をATC増幅器を通してクハ3000形のATC装置に転送、その制御部で制御を行う形となる。両先頭車間の伝送にはTISを使用している。なお相鉄対応改造によりそれらの装置はATC/S/O装置に置き換えられた。
ATO送受信器などと同等の機能を有する情報伝送装置をクハ3000形に搭載し、ATCの付加機能やATOにおける定位置停止のための地上子とのインタフェースに使用される。
またホームドアと車両ドアの連動などを行うための戸閉制御切換装置を両先頭車に搭載している。
東急目黒線内ではATC-PとTASC（ATO装置内のTASC機能）を使用しており、力行時は運転士の手動操作、駅停止時のブレーキ操作はTASCで自動停止する。東急型ATSは2008年まで、定期検査などで長津田へ回送される際の大井町線走行時などに使用されていた。

## 導入完了までの動き
1次車落成・東横線暫定運用

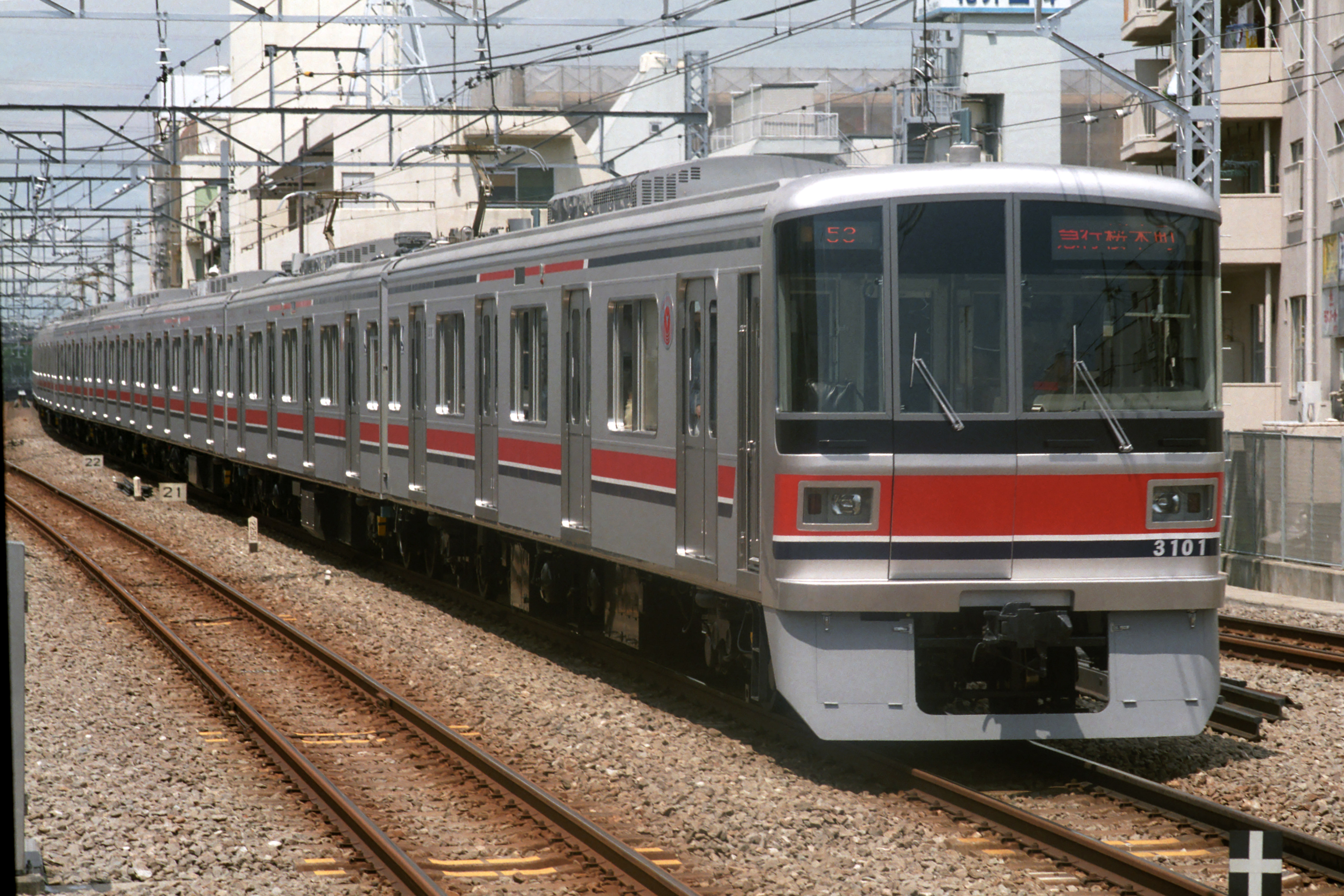
東横線を走る8両編成当時の3001F
（1999年4月 / 菊名）

1999年3月、1次車として8両編成1本（後の3001F・3002F、詳細は#編成表参照）が落成し、一時的に東横線へ投入された。1999年4月16日の入籍から2000年1月15日まで営業運転が行われ、主に急行運用に就いていた。
8両編成の組成は暫定的で、将来の編成替えに備えて本来編成内で統一される車両番号の末尾や制御装置、床面の柄などが不揃いなだけでなく、車椅子スペースの位置も2・6号車の日吉方と変則的な配置であった。また、サハ3500形の2両ではCP・SIVなどの補機類が未搭載（編成替え時に設置）であったことが特筆される。
2次車落成・本格運用開始
1999年10月から2000年1月にかけて、2次車として6両編成10本（3003F - 3012F）と3001F向けの中間車1両（デハ3401）・3002Fの3両（クハ3002・クハ3102・デハ3402）が落成した。入籍はすべて営業運転開始日である2000年8月6日付とされている。営業運転開始までは乗務員訓練での使用のほか、鷺沼留置線などへの疎開留置もみられた。
2次車では様々な仕様変更が行われている。
- スカートの連結器部の切欠きを縮小[1]
- 前面ガラスのワイパーを黒色化[1]
- 運行番号表示器を拡大[1]
- 通過標識灯を廃止[1]
- 前面ガラス上部に遮光フィルムを貼り付け（車上ITVの視認性向上のため[注 12]）[1]
- 運転台のスイッチ類の配置を見直し（乗降促進スイッチの大形化など）[1]
- 車内ITV設置[1]
- 前面ガラスの遮光パネルをカーテン式に変更
- 乗務員室仕切扉の開く向きを逆向きに変更（車掌台側に開く）
- 乗務員室背面仕切りのガラスを遮光率の高いものへ変更（50%→90%）[9]
- 客室内のカーテンをフリーストップ式に変更[1]（東急初）
- 車内の車いすスペースの手すり延長・ヒーター形状の変更（薄型化）
- 客用ドア脇の戸柱（手すりが設置されている面）をFRP製から化粧板仕上げに変更
- 妻面貫通扉に若干の変更

なお1次車においても後に量産化改造が実施され、一部を除き仕様が揃えられた。
2000年2月、3001F・3002Fの編成替えが行われた。3001Fはサハ3502・デハ3252・デハ3202の3両を外し、デハ3401を組み込み。3002Fには前述の3両が組み込まれた。また両編成においてサハ3500形はSIV・CP等の取付が行われ、2次車以降と編成構成が揃えられた。なお1次車の8両は2000年8月6日付で東横線から目黒線へ転属している。
2000年8月6日の運転系統変更とともに目黒線で本格的に運用を開始した。運用開始当初は3012Fまでの12本が在籍、うち1本を予備車としていた。
3次車落成
2001年3月、定期検査時の予備編成確保を考慮して3次車1本（3013F）が増備された。仕様については若干の変更があり、運転台側のワイパーブレードが固定式へ変更されたほか、両先頭車の床下には側面非常はしごを新たに設置した。また、比較検討目的で空調装置も変更（#主要機器参照）されており、この編成での試験結果を基に能力を向上させた冷房装置が5000系において採用されることとなった。
なおこれに合わせ1次車・2次車においても側面非常はしごの設置が行われている。
本系列の増備は3013Fの新製をもって終了し、よりコストダウンを図った5080系の増備に移行した。

## 改造工事等

### 8両編成化
2022年8月から翌年3月にかけて、全13編成に対して新造車の増結による8両編成化が行われた。組み込みに際しては既存車の改番も行われ、付番方式が5000系以降のものに変更されている。
増結用中間車の車体構造や内装は5000系列に準じており、同時期製造の5080系用中間車とほぼ同一の仕様であるが、外板は本系列既存車と同様に全てダルフィニッシュ仕上げとなっている。2021年度に20両、翌年度に6両が竣工し、いずれも組込み（既存車の改番）と同時に入籍している。

### その他の変更
- 2006年9月の目黒線内での急行運転開始に伴い、前面・側面の行先表示器に列車種別を表示するようになった[注 13]。
- 2022年3月から6月にかけて、全編成において種別・行先表示器のフルカラーLED化が行われた。

### リニューアル
2024年5月13日に発表された東急電鉄の設備投資計画で、本系列のリニューアルを行うことが示された。
2025年5月8日に概要が発表され、2025年秋頃より全車両において内外装のデザインを2020系シリーズに合わせて一新するとともに、フリースペースを増設するとしている。

## 編成表
8両編成
|                     | ← 目黒（浦和美園・赤羽岩淵・西高島平・横浜<相鉄>）日吉・新横浜（西谷・海老名・湘南台・厚木（操）） → |                                            |                                |                                            |                                            |                                |                                |                                |
| 号車                | 1 | 2                                          | 3                              | 4                                          | 5                                          | 6                              | 7                              | 8                              |
| 形式 車種           | クハ3100形 （Tc2）                                                                                   | デハ3200形 （M2）                          | ＜＞ デハ3300形 （M1）         | サハ3400形 （T）                           | ＜ デハ3500形 （M）                        | サハ3600形 （T）               | ＜＞ デハ3700形 （M）          | クハ3800形 （Tc1）             |
| 搭載機器 車内設備   | | SIV,CP,BT,♿︎                               | VVVF2                          | ♿︎                                         | VVVF1A,♿︎                                  | SIV,CP,BT                      | VVVF1,♿︎                       |                                |
| 車両番号 （旧車号） | 3101（II） （3001） ： 3113（II） （3013）                                                           | 3201（II） （3251） ： 3213（II） （3263） | 3301 （3201） ： 3313 （3213） | 3401（II） （新造） ： 3413（II） （新造） | 3501（II） （新造） ： 3513（II） （新造） | 3601 （3501） ： 3613 （3513） | 3701 （3401） ： 3713 （3413） | 3801 （3101） ： 3813 （3113） |

### 過去の形態
6両編成
|                   |                   | ← 目黒（浦和美園・赤羽岩淵・西高島平）日吉 → | ← 目黒（浦和美園・赤羽岩淵・西高島平）日吉 → | ← 目黒（浦和美園・赤羽岩淵・西高島平）日吉 → | ← 目黒（浦和美園・赤羽岩淵・西高島平）日吉 → | ← 目黒（浦和美園・赤羽岩淵・西高島平）日吉 → | ← 目黒（浦和美園・赤羽岩淵・西高島平）日吉 → | 分類・竣工日                             |
| 号車              | 号車              | 1                                            | 2                                            | 3                                            | 4                                            | 5                                            | 6                                            | 分類・竣工日                             |
| 形式 車種         | 形式 車種         | クハ3000形 （Tc2）                           | デハ3250形 （M2）                            | ＜ ＞ デハ3200形 （M1）                      | サハ3500形 （T）                             | ＜ ＞ デハ3400形 （M）                       | クハ3100形 （Tc1）                           | 分類・竣工日                             |
| 搭載機器 車内設備 | 搭載機器 車内設備 |                                              | SIV,CP,BT,♿︎                                 | VVVF2                                        | SIV,CP,BT                                    | VVVF1,♿︎                                     |                                              | 分類・竣工日                             |
| 自重              | 2次車日立         | 26.0 t                                       | 33.0 t                                       | 34.5 t                                       | 28.5 t                                       | 33.5 t                                       | 26.5 t                                       | 分類・竣工日                             |
| 自重              | 2次車東芝         | 26.0 t                                       | 33.0 t                                       | 33.5 t                                       | 28.5 t                                       | 32.5 t                                       | 26.5 t                                       | 分類・竣工日                             |
| 定員 （座席）     | 定員 （座席）     | 141 （48）                                   | 151 （51）                                   | 151 （54）                                   | 151 （54）                                   | 151 （51）                                   | 141 （48）                                   | 分類・竣工日                             |
| 車両番号          | 車両番号          | 3001 3002                                    | 3251 3252                                    | 3201 3202                                    | 3501 3502                                    | 3401 3402                                    | 3101 3102                                    | 1次車・1999年4月16日 2次車・2000年8月6日 |
| 車両番号          | 車両番号          | 3003 ： 3012                                 | 3253 ： 3262                                 | 3203 ： 3212                                 | 3503 ： 3512                                 | 3403 ： 3412                                 | 3103 ： 3112                                 | 2次車・2000年8月6日                      |
| 車両番号          | 車両番号          | 3013                                         | 3263                                         | 3213                                         | 3513                                         | 3413                                         | 3113                                         | 3次車・2001年3月23日                     |

8両編成（竣工時・東横線）
|                   | ← 渋谷桜木町 →     |                   |                        |                   |                   |                   |                        |                    |
| 号車              | 1                  | 2                 | 3                      | 4                 | 5                 | 6                 | 7                      | 8                  |
| 形式 車種         | クハ3000形 （Tc2） | デハ3250形 （M2） | ＜＞ デハ3200形 （M1） | サハ3500形 （T'） | サハ3500形 （T'） | デハ3250形 （M2） | ＜＞ デハ3200形 （M1） | クハ3100形 （Tc1） |
| 搭載機器 車内設備 |                    | SIV,CP,BT,♿︎      | VVVF2                  |                   |                   | SIV,CP,BT,♿︎      | VVVF2                  |                    |
| 自重              | 26.0t              | 31.0t             | 32.5t                  | 24.0t             | 24.0t             | 31.0t             | 32.5t                  | 26.5t              |
| 定員 （座席）     | 141 （48）         | 151 （51）        | 151 （54）             | 151 （54）        | 151 （54）        | 151 （54）        | 151 （51）             | 141 （48）         |
| 車両番号          | 3001               | 3251              | 3201                   | 3501              | 3502              | 3252              | 3202                   | 3101               |

凡例
- VVVF2：主制御器（VVVFインバータ/1C2M4群=2両分御）
- VVVF1：同上（1C2M2群=1両分制御）
- VVVF1A：同上（1C4M1群=1両分制御）
- SIV：補助電源装置（静止形インバータ）
- CP：空気圧縮機
- BT：蓄電池
- ♿︎：車椅子スペース

## 運用
現在、8両編成13本（104両）が元住吉検車区に在籍し、以下の路線で5080系・3020系と共通運用されている。
- 東急目黒線
- 東急新横浜線
- 東京メトロ南北線
- 都営地下鉄三田線
- 埼玉高速鉄道埼玉スタジアム線
- 相鉄本線・相鉄いずみ野線・相鉄新横浜線・相鉄厚木線（回送のみ）

臨時で横浜高速鉄道にも入線するほか、検査回送で大井町線や田園都市線も走る。
- 2001年3月28日の埼玉高速鉄道線開業により、東急の車両が営業運転としては初めて埼玉県内でも見られるようになった。

※2000年8月6日の本格運用開始以前の動きについては#導入完了までの動きを参照